# Radava
Radava é um município da Eslováquia, situado no distrito de Nové Zámky, na região de Nitra. Tem 7,54 km² de área e sua população em 2018 foi estimada em 748 habitantes.

## Demografia
| Ano:        | 1994 | 2004    | 2014   | 2024   |
| ----------- | ---- | ------- | ------ | ------ |
| Broj ljudi: | 960  | 853     | 778    | 740    |
| Razlika:    |      | -11,14% | -8,79% | -4,88% |

| Ano:               | 2023 | 2024   |
| ------------------ | ---- | ------ |
| Número de pessoas: | 737  | 740    |
| Diferença:         |      | +0,40% |